# Кіт Енген
Кіт Енген (англ. Kieth Engen; 5 квітня 1925, Фрейзі, Міннесота, США — 2 вересня 2004, Мурнау-ам-Штаффельзе, Німеччина) — американський оперний співак-бас, який протягом кількох десятиліть виступав на сцені Баварської державної опери. Попри те, що в основному працював у Мюнхені, він з'являвся на міжнародному рівні як запрошений співак у великих оперних театрах і фестивалях, а також виконав і записав багато ораторій і кантат «Страстей» Баха, переважно з диригентом Карлом Ріхтером. Він народився у Фрейзі, Міннесота та помер у Мурнау-ам-Штаффельзе, Німеччина, у віці 79 років. У 1962 році отримав почесне звання оперного виконаця і був нагороджений баварським орденом «За заслуги». У середині 1950-х років паралельно виступав як попспівак під псевдонімом Стен Олівер.

## Біографія

### Ранні роки
Народився у Фрейзі, Міннесота. Походив з музичної сім'ї та закохався у спів у дитинстві. Дід був диригентом, а мати — співачкою та вчителем вокалу. Він закінчив школу у Берклі та вступив до Університету Каліфорнії. Там він вивчав бізнес-адміністрування без особливого ентузіазму, але паралельно опановував спів в Емі Макмюррей, яка навчалася в Німеччині під керівництвом Ліллі Леманн. Після закінчення університету він вивчав німецьку мову та літературу в Цюриху, отримавши дворічну стипендію. Після повернення до Каліфорнії він співав на місцевих концертах і творчих вечорах, працював на складі й асистентом хору, щоб накопичити достатньо грошей для навчання оперному співу в Європі. У 1951 році Енген вступив до Віденської музичної академії, де навчався під керівництвом Елізабет Радо, Тіно Патьєри та оперного співака-баса Павла Лудікара, який також став його другом і прикладом для наслідування. Після кількох років у Німеччині він змінив написання свого імені відповідно до німецької фонетики.

### Співоча кар'єра
Дебютував в опері у 1952 році в Оперному театрі Граца в ролі Монтероне в «Ріголетто» і того ж сезону заспівав з трупою різні ролі, зокрема Заккарія у «Набукко». Саме в Граці він познайомився зі своєю майбутньою дружиною, акторкою Ерікою Бергофер. Вони одружилися у 1953 році. Тоді вона була членом трупи Бурґтеатру у Відні. Щоб бути поруч з дружиною, Енген провів наступні два роки у Відні, співаючи в американських музичних ревю, створених Інформаційною службою США та поставлених Марселем Праві під гаслом «So singt Amerika» (Так співає Америка).
Його перша поява у Баварській державній опері відбулася у 1954 році у ролі Синьої Бороди в опері Бартока «Замок Синьої Бороди». У березні 2000 року в інтерв'ю Енген сказав, що завдяки своєму зросту отримав цю роль. За словами Енгена, Герта Топпер, виконавиця партії Джудіт, була високою жінкою, і режисер наполягав на такому ж високому виконавцю Синьої Бороди. У 1955 році він став постійним членом трупи та продовжував виступати там до виходу на пенсію у 1996 році, з'явившись 2122 рази в більш ніж 125 партіях басового репертуару. Останньою його появою була партія бургомістра в опері Райман «Палац». На знак визнання його досягнень у 1962 році йому було надано почесне звання оперного виконавця, а згодом – баварський орден «За заслуги».
За свою кар'єру Енген виконав більшість головних басових партій. Окрім головної ролі в «Замку Синьої Бороди» та Заккарії в «Набукко», до них входили: ролі Моцарта, графа Альмавіви у «Весіллі Фігаро», Зарастро у «Чарівній флейті» та головна роль у «Дон Жуані»; Рокко та Дон Фернандо у «Фіделіо» Бетховена; Марке у «Трістані та Ізольді» Вагнера та Гундінг у «Валькірії»; Томмазо в «Долині» Д'Альбера, Ла Роше в «Каприччіо» Ріхарда Штрауса та вчителя музики в «Аріадні на Наксосі»; султан у «Турок в Італії» Россіні; Енріко в «Анні Болейн» Доніцетті; Рамфіс в «Аїді» Верді; Мефісто у «Фаусті» Гуно; Доктор у «Воццеку» Албана Берга.
Хоча його кар'єра в основному базувалася в Мюнхені, Енген також виступав як запрошений співак в інших німецьких оперних театрах і за кордоном. Він з'явився на Байройтському фестивалі у 1958 році у ролі Генріха у постановці Віланда Вагнера «Лоенґрін» і на Зальцбурзькому фестивалі у 1962 році в ролі Ахіора в опері Моцарта «Звільнення Вітулія». Він кілька разів виступав як запрошений артист у Віденській державній опері з 1955 до 1972 рік і дебютував у США у 1961 році як Раймонд Бідебент у постановці Опери Сан-Франциско «Лючії ді Ламмермур». Протягом цього сезону він також з'явився там як граф Альмавіва у «Весіллі Фігаро», Дон Фернандо у «Фіделіо», Фріц Кетнер у «Нюрнберзьких мейстерзінгерах», Варлаам у «Борисі Годунові» та Айва у «Сні в літню ніч». Подальші міжнародні виступи включали лондонську Ковент-гарден (1956, 1968), Ла Монне в Брюсселі (1963), Паризьку національну оперу (1963, 1989) і Театр Колумба у Буенос-Айресі (1967). Він також виступав на Флорентійському музичному травні й Единбурзькому фестивалі.
Енген брав участь у кількох світових прем'єрах, співаючи імператора Рудольфа в «Гармонії світу» Гіндеміта (1957), Олександра Дюма в «Кривавому місяці» Нормана Делло Жойо (1961), Океана в «Прометеї» Карла Орфа (1968), президента Сенату в «Бельтазарі» Фолькера Давида Кірхнера (1986) і Царя у «Царя Убу» Пендерецького (1991).
З 1956 року Енген виконав і записав багато творів Баха з Münchener Bach-Chor під керівництвом Карла Ріхтера. Він був солістом у першому записі кантати «Kreuzstab» для бас-соло Ріхтера у 1957 році серед багатьох кантат, і він був vox Christi (голосом Христа) в обох «Страстях за Іваном» (1960 і 1964) і «Страстях за Матвієм» (1958), виконуючи басові арії для запису 1969 року.
У середині 1950-х років мав коротку кар'єру в Німеччині попспівака під псевдонімом Стен Олівер. Він зробив кілька записів на лейблі Polydor, які увійшли в німецькі чарти. Серед них «Ein Haus in Havanna» (Будинок у Гавані) і «Das Geisterschiff von Ohio» (Корабель-привид з Огайо). Він також співав під цим іменем у легких комедіях «Das alte Försterhaus» (1956) і «Der kühne Schwimmer» (1957).

### Пізні роки
На пенсії Енген викладав спів і був членом журі співочих конкурсів. Він помер у віці 79 років у Мурнау-ам-Штаффельзе, де він з дружиною жив з 1972 року. У некролозі у «Шпіґелі» його описано як допитливого, впевненого у стилі та інтелігентного. Рональд Адлер, колишній художній керівник Баварської державної опери та давній друг Енгена, писав, що його особистість відзначалася непохитною доброзичливістю, добротою та спокійною мудрістю з увагою, яка завжди була на головному — любові до музики, життя та людей.

## Дискографія
Опера
- Бетховен: Фіделіо (як Дон Фернандо). Bayerisches Staatsorchester, Ференц Фріксай (диригент). Запис 1957 року. Лейбл: Deutsche Grammophon[27]
- Яначек: Die Ausflüge des Herrn Brouček (як Würfl). Баварський державний оркестр, Джозеф Кейлберт (диригент). Запис 1959 року. Лейбл: Orfeo[28]
- Nicolai: Die lustigen Weiber von Windsor (як Herr Reich). Bayerisches Staatsorchester, Роберт Хегер (диригент). Запис 1963 року. Лейбл: EMI Electrola[29]
- Орф: Прометей (як Океан). Kölner Rundfunk Sinfonie Orchester, Герберт Шернус (диригент). Запис 1972 року. Orfeo: Philips[30]
- Орф: Антигона (як Чор-фюрер). Симфонічний оркестр Баварського радіо, Фердинанд Ляйтнер (диригент). Запис 1961 року. Лейбл: Deutsche Grammophon[31]
- Орф: Едіп Тиран (як Креон). Симфонічний оркестр Баварського радіо, Рафаель Кубелік (диригент). Запис 1966 року. Лейбл: Deutsche Grammophon[32]
- Вагнер: Лоенґрін (як Кеніг Генріх). Orchester der Bayreuther Festspiele, Андре Клюйтенс (диригент). Запис 1958 року. Лейбл: Archipel[33]

Ораторія і духовна музика
- Бах: Кантати BWV 67, BWV 108 і BWV 127 (бас-соліст). Münchner Bach-Chor, Bayerisches Staatsorchester, Карл Ріхтер (диригент). Запис прибл.1959 р. Лейбл: Teldec[34]
- Бах: Різдвяна ораторія (соліст-бас). Віденський симфонічний оркестр, Ганс Сваровскі (диригент). Запис 1968 року. Лейбл: Concert Hall[35]
- Бах: Меса сі мінор (бас-соліст). Мюнхенський оркестр Баха, Карл Ріхтер (диригент). Запис 1961 року. Лейбл: Archiv Produktion[36]
- Бах: Страсті за Іваном (соліст-бас). Симфонічний оркестр Баварського радіо, Ойген Йохум (диригент). Запис 1960 року. Лейбл: Andromeda[37]
- Бах: Страсті за Іваном (соліст-бас). Мюнхенський оркестр Баха, Карл Ріхтер (диригент). Запис 1964 року. Лейбл: Deutsche Grammophon[38]
- Бах: Страсті за Матвієм (як vox Christi). Мюнхенський оркестр Баха, Карл Ріхтер (диригент). Запис 1958 року. Лейбл: Deutsche Grammophon[39]
- Моцарт: Меса до мажор, «Spatzenmesse» (бас-соліст). Симфонічний оркестр Баварського радіо, Рафаель Кубелік (диригент). Записано прибл.1973 р. Лейбл: Deutsche Grammophon[40]
- Моцарт: Реквієм (соліст-бас). Оркестр Віденської державної опери, П'єр Коломбо (диригент). Записано прибл.1965 р. Лейбл: Concert Hall[41]

## Виноски
1. ↑  Цитата німецькою в оригіналі: "neugierig, stilsicher und intelligent"
2. ↑  Цитата німецькою в оригіналі: "sein unerschütterliches Wohlmut, seine eigene Güte und seine gelassene Weisheit geprägt. In ihm wurde immer die Konzentration auf das Wesentliche, den Ausschluss des Trivialen, die Liebe zur Musik, zum Leben und zum Menschen erleben."